# Волфганг Амброс
Волфганг Амброс (19. март 1952. у Бечу) је аустријски кантаутор и рок/поп певач. Један је од најзначајнијих савремених аустријских музичара и сматра се једним од оснивача Аустропопа.

## Дискографија
Комплетна дискографија Волфганга Амброса може се видети на овој страници Википедије на немачком језику.

## Књиге
- Човек какав бих желео да останем: Мој живот између кривице и судбине (A Mensch möcht i bleib'n: Mein Leben zwischen Schuld und Schicksal, edition a, Wien . 2022.  9783990015346..).